# Berlinale 1967
La Berlinale 1967 était la 17e édition du festival du film de Berlin et s'est déroulée du 23 juin 1967 au 4 juillet 1967.

## Jury
- Thorold Dickinson, président du jury
- Rüdiger von Hirschberg
- Knud Leif Thomsen
- Michel Aubriant
- Sashadhar Mukerjee
- Aleksandar Petrović
- Willard Van Dyke
- Manfred Delling

## Films en compétition
- Alle Jahre wieder de Ulrich Schamoni
- Le Réveil des rats de Živojin Pavlović
- El ABC del amor de Rodolfo Kuhn
- Het gangstermeisje de Frans Weisz
- Historien om Barbara de Palle Kjærulff-Schmidt
- Les Feux de la vie de Jan Troell
- Il fischio al naso de Ugo Tognazzi
- La Collectionneuse de Éric Rohmer
- La notte pazza del conigliaccio de Alfredo Angeli
- Le Départ de Jerzy Skolimowski
- Le Mur de Serge Roullet
- Le Vieil Homme et l'Enfant de Claude Berri
- Liv de Pål Løkkeberg
- Livet är stenkul de Jan Halldoff
- Paranoia de Adriaan Ditvoorst
- San de Mladomir Puriša Đorđević
- Les Trois Visages de l'amour de Noboru Nakamura
- The Whisperers de Bryan Forbes
- To prosopo tis Medousas de Nikos Koundouros
- Tätowierung de Johannes Schaaf

## Palmarès
- Ours d'or : Le Départ de Jerzy Skolimowski
- Ours d'argent (Grand prix du jury) : ex æquo
  - Alle Jahre wieder de Ulrich Schamoni
  - La Collectionneuse d'Éric Rohmer
- Ours d'argent du meilleur acteur : Michel Simon dans Le Vieil homme et l'enfant
- Ours d'argent de la meilleure actrice : Edith Evans dans The Whisperers
- Ours d'argent du meilleur réalisateur : Živojin Pavlović pour Le Réveil des rats